# Ogooué-Ivindo
La provincia di Ogooué-Ivindo è una delle 9 province del Gabon. 	
Situata nella parte nord-occidentale del paese confina a nord-est e ad est con la Repubblica del Congo, a sud-est con la provincia di Haut-Ogooué, a sud-ovest con quella di Ogooué-Lolo, a ovest con quella di Moyen-Ogooué e a nord-ovest con quella di Woleu-Ntem.